# Donji Adrovac
Donji Adrovac (cyr. Доњи Адровац) – wieś w Serbii, w okręgu niszawskim, w gminie Aleksinac. W 2011 roku liczyła 741 mieszkańców.